# Jana Heinicke
Jana Heinicke, Pseudonym Jana Klar (* 1986 in Ost-Berlin) ist eine deutsche Autorin und Slam-Poetin.

## Leben und Wirken
Unter dem Pseudonym Jana Klar trat Heinicke seit 2009 auf Spoken-Word-Bühnen im gesamten deutschsprachigen Raum auf. Sie studierte Literarisches Schreiben an der Hochschule der Künste Bern und arbeitet seit 2013 als freischaffende Autorin. Seit 2015 ist sie freie Mentorin für das Online-Literaturmentorat des Schweizerischen Literaturinstituts. Heinicke leitet Schreibworkshops für Kinder, Jugendliche und junge Erwachsene u. a. in Kooperation mit dem Friedrich-Bödecker-Kreis e. V. und dem Bündnis für Bildung Kultur macht stark. Im Februar 2015 rief sie mit Unterstützung der Hochschule für Schauspielkunst Ernst Busch den Puppetry Slam Berlin ins Leben.
Heinicke lebt mit ihrer Familie in Berlin.

## Werke

### Kinderbücher
- Udo braucht Personal, illustriert von Joelle Tourlonias, HABA, Bad Rodach, 2016, ISBN  978-3869141633
- Udo findet streiten doof, illustriert von Joelle Tourlonias, HABA, Bad Rodach, 2018, ISBN  9783869142548
- Oje, mein Eis!, illustriert von Nini Alaska, Magellan Verlag, Bamberg 2022, ISBN 978-3734821196

### Bücher für Erwachsene
- Aus dem Bauch heraus: Wir müssen über Mutterschaft sprechen, Goldmann, München 2022, ISBN 978-3442316540

### Libretti
- Der Sommer, als ich unsterblich war, Jugendoper, Komposition: Kornelius Heidebrecht, Auftragswerk des Jungen Nationaltheaters Mannheim, 2019

### Textbeiträge
- Clara Nielsen, Nora Gomringer (Hrsg.): Lautstärke ist weiblich: Texte von 50 Poetry-Slammerinnen. Satyr-Verlag, 2017, ISBN 978-3-944035-91-8

## Auszeichnungen
- Apfelschorle in Honolulu (Manuskript) ausgezeichnet mit dem Werkbeitrag der Stadt Biel und dem Kanton Bern[5]

## Nominierungen
- Apfelschorle in Honolulu (Manuskript) nominiert für den Peter-Härtling-Preis 2013
- Apfelschorle in Honolulu (Manuskript) nominiert für Der Goldene Pick 2013[2][3][4][6]